# Judith de Bruijn

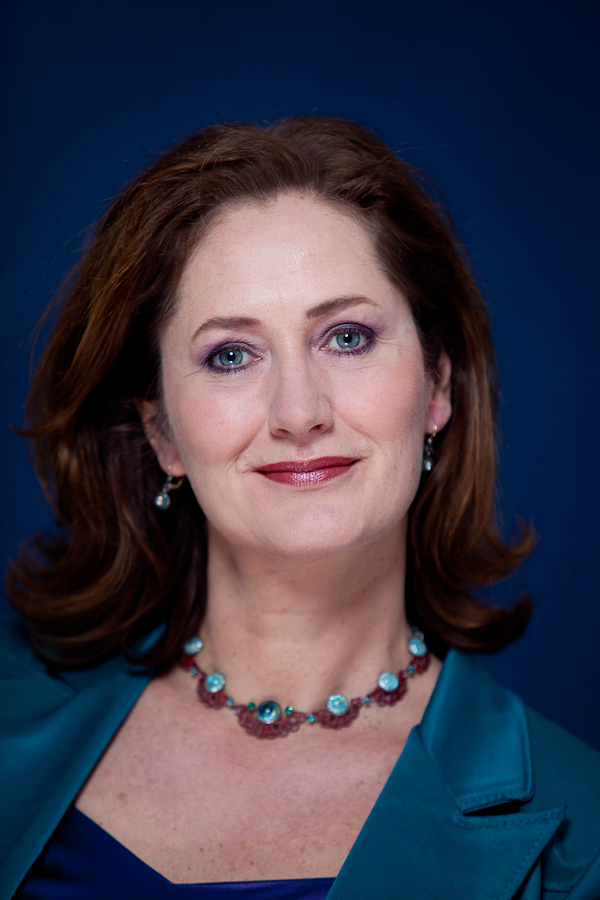
Judith de Bruijn in 2012

Judith Elizabeth de Bruijn (Nuenen, 31 maart 1963) is een Nederlands presentatrice. Tussen 1987 en 2004 presenteerde ze radio- en televisieprogramma's voor internationale, lokale en nationale omroepen.

## Biografie
De Bruijn is de dochter van wiskundige N.G. de Bruijn en jongere zus van schrijfster Jorien de Bruijn. Ze ging na de middelbare school onderwijskunde studeren aan de Universiteit Utrecht en behaalde haar doctoraal diploma in 1987. Na haar studie volgde ze productie-, presentatie- en interviewcursussen bij de Media Academie in Hilversum. Bij het COCD volgde ze de deskundigheidsopleiding tot facilitator van creatieve denkprocessen. Daarnaast volgde ze nog vele trainingen als facilitator.

## Carrière
De Bruijn begon haar televisiecarrière in 1987 in Londen bij The Children's Channel, waar ze ‘Dutch representative’ was, ging presenteren en voice-overs insprak. Een jaar later maakte ze de overstap naar de startende lokale omroep in Utrecht, waar ze hoofd televisie werd. In 1989 werd zij gevraagd om omroepster bij de AVRO te worden. Ze kwam al snel in vaste dienst en presenteerde de populaire kinderprogramma's Wordt Vervolgd en De Droomshow, de quizzen Boggle en Get the Picture en het rechtstreekse radiopraatprogramma De Ochtenden.
In 2001 stopte ze met haar werk voor televisie en startte ze haar eigen bedrijf. Hierin werd ze werkzaam als dagvoorzitter, facilitator en presentatietrainer.